# Эбсторфская карта
Эбсторфская карта — самая большая по размерам карта XIII века из сохранившихся до XX века средневековых карт мира. Погибла во время бомбардировки Ганновера в 1943 году во время операции «Армагеддон» при налёте союзнической авиации. Остались только две копии, снятые с карты в конце XIX века.
Размер карты — 3580×3560 мм, она содержала более 1600 надписей и сотни миниатюр, обозначавших не только географические объекты, но и особенности природы, а также события библейской истории и античной мифологии.
Создание этой карты XIII века обычно связывается с монастырём бенедиктинок близ города Люнебург в Нижней Саксонии, где она была изготовлена и где её обнаружили около 1830 года.
Основой протографа этой карты является «Хроника» (лат. Chronica, 1131—1135 гг. или «Описание карты мира») Гуго Сен-Викторского. Исследователь средневековой картографии Готье-Дальше полагает, что данная карта может считаться редуцированной копией Сен-Викторской карты, которая не дошла до наших дней.

## Описание
Карта представляла собой эсхатологическую модель мира, своего рода икону, на вневременном поле которой демонстрировалось Начало и Конец Мира. Земля представлена в виде тела Христова (глава на Востоке, руки в молитвенном жесте повёрнуты ладонями к зрителю — на Севере и Юге, ноги Христа — на Западе) в сопровождении цитат из Псалма 117. 16: «Десница Господа творит силу; Землю рукою объемлет»; внизу карты у ног Христа присутствует фраза: «До конца твёрд пребываю; в милости все образую».
На Востоке, по сторонам головы Христа расположены буквы «Альфа» и «Омега» с комментарием: «Аз есмь Первый и Последний» (Апокалипсис: 1. 17). В центре карты — город Иерусалим и сцена Воскресения (Анастасиса) с сопроводительной легендой:
Иерусалим — священнейшая столица Иудеи... Этот наиславнейший город есть глава всему миру, ибо в Иерусалиме свершилось спасение рода человеческого — смертию и воскресением Господа, по словам Псалмопевца: «Царь мой от Века». В великом же сем граде находится Гроб Господень, куда стремится в своем благочестии весь мир
На полях карты расположена надпись о Рае земном:
Рай находится на самом крайнем востоке. Есть в Раю древо познания добра и зла. А древо сие видимо и телесно и подобно любому другому дереву.
Скифия, как свидетельствует легенда карты, «простирается от самого крайнего востока до Океана, а на Юге до Кавказских гор».
На реке Эдил помещен подписанный город Самарха (Самара): миниатюра города, опоясанного крепостной стеной, из-за которой виднеется дворец правителя в окружении построек меньшего размера. Севернее происходит сражение аримаспа с грифоном. Изображение города сопровождает следующая легенда:

Самарха — это город, который расположен в Хазарии, области находящейся в Скифии; город этот по своим размерам превосходит Вавилон, ибо имеет в своей окружности 100 миль; находится же он под совместным управлением [двух] царей: один из них является язычником, а другой-христианин
Оригинальный текст (лат.)Samarcha civitas  est  Gazare  id  est  Scitie regionis maior Babylone habens in gyro C milia que a rege pagano et christiano mixtim colitur
— Эбсторфская карта
Из легенды карты об аримаспах и грифонах:

В этих местах обитают антропофаги, люди быстрые, ибо их ноги подобно лошадиным. Питаются они плотью и кровью человеческой. // Скифия простирается от крайних пределов Востока до океана, а на Юге она достигает Кавказского хребта. С западной стороны под Скифией находится Гиркания, в которой проживают 44 народа. В ней (Скифии) имеются крупные реки: Оскор, Фасис, Аракс. В Скифии находят драгоценные камни, а также золото и жемчуг. Но добыть их невозможно из-за большого количества Грифов, которые имеют огромный рост, четыре лапы и покрыты они перьями; и как считают, что быстрее их (в мире) зверя нет. Родятся они к Северу от Гиперборейских гор, на полюсе. Тело их по образу и подобию львиное, а морда и когти, как у орла. Они враждебно относятся к лошадям. А также рвут на части людей, и могут своими смертоубийственными когтями разделать (на части) пару быков и двух козлов.
Оригинальный текст (лат.)Antropofagi,  homines  veloces,  habent  enim  pedes  similes  equorum,  carne  etsanguine hominum  vivunt.  //  Scithia  ab  extrema  orientis  parte  usque  ad  occeanum,  deinde  a  meridie  usque  ad  Caucasi iugum  deducta. Cui  subiacet  Hyrcania  ab  occasu,  habentes  pariter  gentes  XLIIII.  Suntque  ei  flumina  magna: Oscorum,  Fascidin,  Yrarin.  Ibique lapides  pretiosi  inveniuntur  et  aurum  et  gemme.  Griphorum  immanitate oppressi,  statura  proceri,  quadrupedum  atque  pennatum  genus  rapidissimumque  omnium  ferarum  fertur  esse.  In vertice  id  est  in  lateribus  Yperboreorum  moncium  nascuntur.  Totum  namque  corpus illorum  ymaginem  seu formam leonis ostendit. Alis itaque et facie velut aquile. Equis vehementer infesti. Nam homines discerpunt, iuga boum velut duos hircos unguibus interimentes dividunt

Оригинал карты хранился в Нижнесаксонском Государственном архиве Ганновера, сгорел в 1943 году. Копия карты хранится в монастыре Эбсторф, по названию которого названа и карта.